# نامیتکون (تاجیکستان)
نامِتکان (به لاتین: Nomitkon) یک منطقهٔ مسکونی در تاجیکستان است که در ولایت سغد واقع شده‌است. نامیتکون ۲۱ نفر جمعیت دارد و ۲٬۵۰۰ متر بالاتر از سطح دریا واقع شده‌است.